# Zwyczaje ziemi gostynińskiej
Zwyczaje ziemi gostynińskiej (łac. Consuetudines terrae Gostinensis) – zaginiony spis prawa zwyczajowego ziemi gostynińskiej z pierwszej połowy XVI wieku spisany na sejmiku w Gąbinie. Powstał prawdopodobnie w ramach kodyfikacji prawa ziemskiego za panowania Aleksandra Jagiellończyka, albo w latach trzydziestych w związku z pracami nad korekturą prawa. 
Znana była tylko jedna kopia tego spisu, znajdująca się w kodeksie Marcina ze Żmigrodu wikarego w Łapanowie. W drugiej połowie XIX wieku rękopis był w posiadaniu Władysława Bartynowskiego. Przed pierwszą wojną światową poszukiwał go Stanisław Kutrzeba, który ustalił, że kodeks nabył do swojej kolekcji hrabia Michał Tyszkiewicz z Birż. Biblioteka birażańska została przeniesiona do Wilna, a następnie weszła w skład zbiorów Biblioteki Wróblewskich. 
Według Michała Bobrzyńskiego Zwyczaje gostynińskie miały składać się z czterdziestu sześciu obszernych rozdziałów. Wydaje się, że jest to jednak wynik nieporozumienia, ponieważ tak obszerny akt prawny nie mógł zmieścić się na siedemnastu stronach rękopisu. Prawdopodobnie redaktor spisu posługiwał się słowem capitulum, które może być tłumaczone jako "rozdział". Dlatego tekst zawierał zapewne czterdzieści sześć artykułów.

## Biblioteka
- Bobrzyński M., Wiadomość o kodexie rękopiśmiennym Mikołaja Lubomirskiego stanowiącym zbiór prawa polskiego z połowy XVI stulecia, "Przewodnik naukowy i literacki" II, Lwów 1874, s. 17-38.
- Cautelae quaedam in iure terrestri observatae et tentae, wyd. Stanisław Kutrzeba, Archiwum Komisji Prawniczej, t. II, Kraków 1913, s. 199-216.
- Uruszczak W., Próba kodyfikacji prawa polskiego w pierwszej połowie XVI wieku, Warszawa 1979.